# 杨畋
杨畋（1007年—1062年），字乐道。沂州新泰人，一说其先蓟州人，后迁居新秦（今陕西神木北），北宋官员，保静军节度使杨重勋曾孙。
杨畋出生将门，喜好学问，中进士。授秘书省校书郎、并州录事参军。擢升为大理寺丞，知岳州。庆历三年（1043年），以殿中丞、提点湖南刑狱，召募兵勇，镇压湖南瑶族唐和起事，以战功，转任太常博士。进授东染院使、荆湖南路兵马钤辖，与叛乱的徭族交战十五次。平蛮之后，改任尚书屯田员外郎、直史馆、知随州。侬智高起事时，攻陷邕州，杨畋为广南东、西路体量安抚、经制盗贼。因军事失利，被侬智高所败，一再降官，连贬知鄂州、光化军、邠州。后复官为起居舍人、河东转运使、三司户部副使，转任吏部员外郎，擢天章阁待制、判吏部流内铨，擢升为龙图阁直学士、知谏院。卒赠右谏议大夫。有《新泰集》。

## 延伸阅读
[在维基数据编辑]
 《宋史·卷300》，出自脱脱《宋史》